# Felben-Wellhausen
Felben-Wellhausen est une commune suisse du canton de Thurgovie, située dans le district de Frauenfeld.

## Monuments et curiosités
Le château de Wellenberg était à l'origine la résidence des seigneurs de Wellenberg, mentionnés en 1204. En 1669 et 1694, il abrita les baillis de la ville de Zürich. Le noyau du donjon remonte au XIIIe siècle. La maison à pignons à redans date du XVIe siècle, la tour d'escalier de 1768.

## Personnalités
- Guilherme Gaensly (1843-1928), né Wilhelm Gaensl, photographe né à Felben-Wellhausen, actif au Brésil.
- Jonas Hiller (1982-), joueur de hockey sur glace.